# Aktieanalys
Aktieanalys har som mål att bedöma en akties framtida utveckling.
En aktieanalytiker har en framträdande roll hos banker och fondmäklare, och som skribenter i finanstidningar, och deras uppgift är att lämna köp- eller säljrekommendationer till kunder och läsare.
Aktieanalys kan delas upp i två huvudkategorier, fundamental analys (ofta förkortad FA) och teknisk analys (TA). Den fundamentala analysen baserar sig i huvudsak på en företagsvärdering, vilket brukar betecknas "fundamenta". Den tekniska analysen baserar sig i huvudsak på trender i handeln med en viss aktie.

## Oberoende aktieanalys
Ibland har det uppdagats att aktieanalytikernas rekommendationer har påverkats av andra faktorer än deras objektiva bedömning. Om banken eller mäklarfirman där analytikern arbetar har fått ett affärsuppdrag från ett bolag, kan analytikern i princip inte ställa sig negativt till bolaget i fråga. 
Som svar på detta har det uppkommit en nisch i finansbranschen med oberoende analysfirmor. Man menar att dessa firmor, som inte sysslar med företagsaffärer (så kallad Corporate Finance) eller har eget mäkleri, inte har någon dold agenda, utan lever endast på att ge så bra rekommendationer som möjligt till sina kunder.